# Inga Björk-Klevby
 (mars 2018).
Pour les articles homonymes, voir Björk (homonymie).
Inga Björk-Klevby (née en 1944) est une ancienne directrice exécutive adjointe du Programme des Nations unies pour les établissements humains (ONU-HABITAT). Elle a été nommée à ce poste par le secrétaire général des Nations unies Kofi Annan en octobre 2005.
Elle est titulaire d'un master de l'École d'économie de Stockholm.
Björk-Klevby a été diplomate pendant de nombreuses années. Elle a servi comme ambassadrice de la Suède au Kenya, au Rwanda, aux Seychelles et aux Comores et a été représentante permanente auprès du Programme des Nations unies pour l'environnement (UNEP) et du Programme des Nations unies pour les établissements humains (UN-Habitat).
Plus tard, elle devint sous-secrétaire adjointe au ministère des Affaires étrangères de la Suède.
Elle est devenue directrice exécutive de la Banque africaine de développement, où elle a représenté les pays nordiques, la Suisse et l'Inde.
Avant sa nomination en tant que directrice exécutive adjointe du Programme des Nations unies pour les établissements humains, elle a été ambassadrice de la Suède en Côte d'Ivoire, au Burkina Faso, en Guinée, au Liberia et en Sierra Leone.